# Mġarr ix-Xini

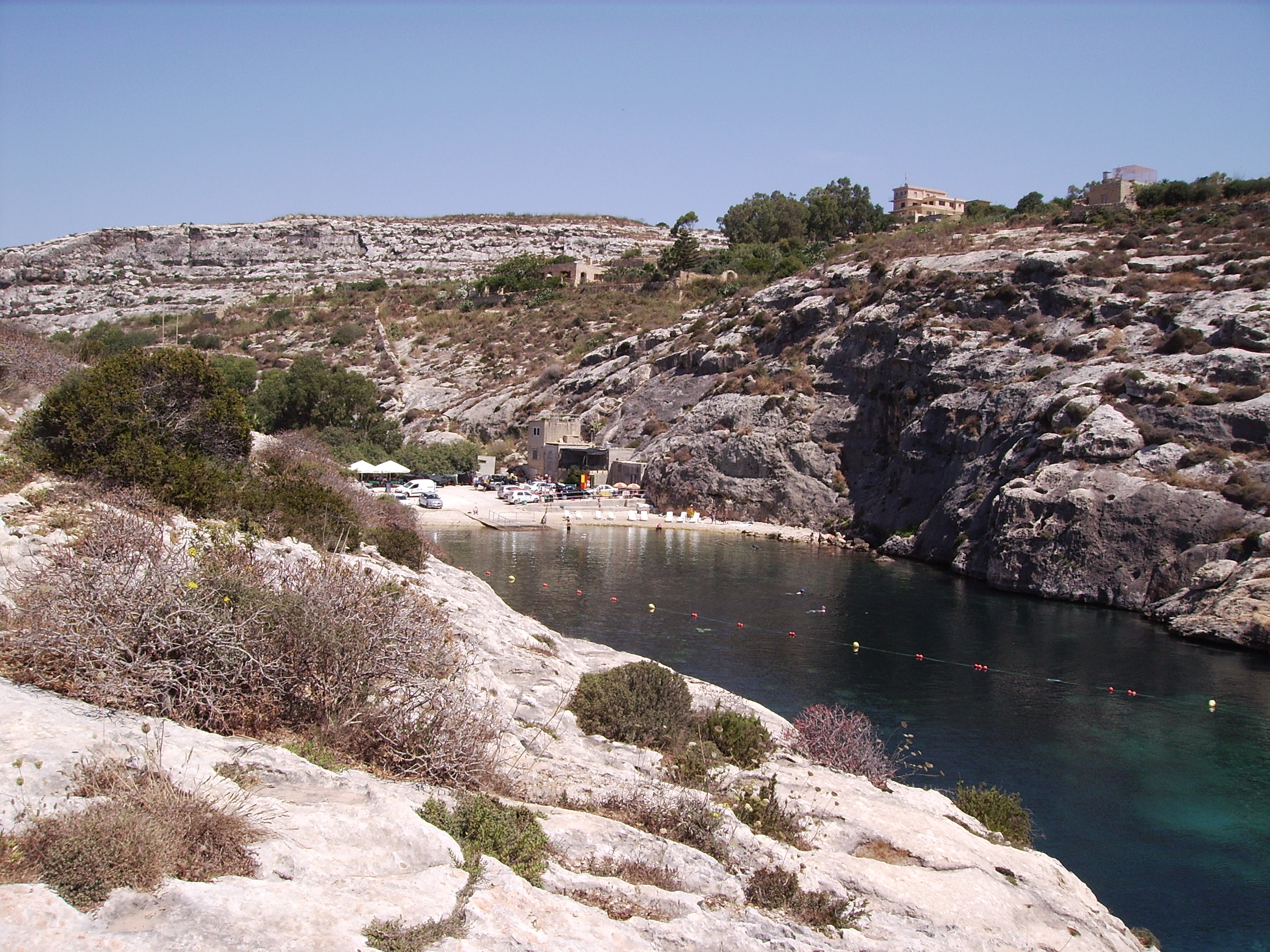
Mġarr ix-Xini

Mġarr ix-Xini ist eine Schlucht auf der Insel Gozo im maltesischen Archipel. Sie mündet vom Meer in eine kleine Bucht.

## Lage und Größe

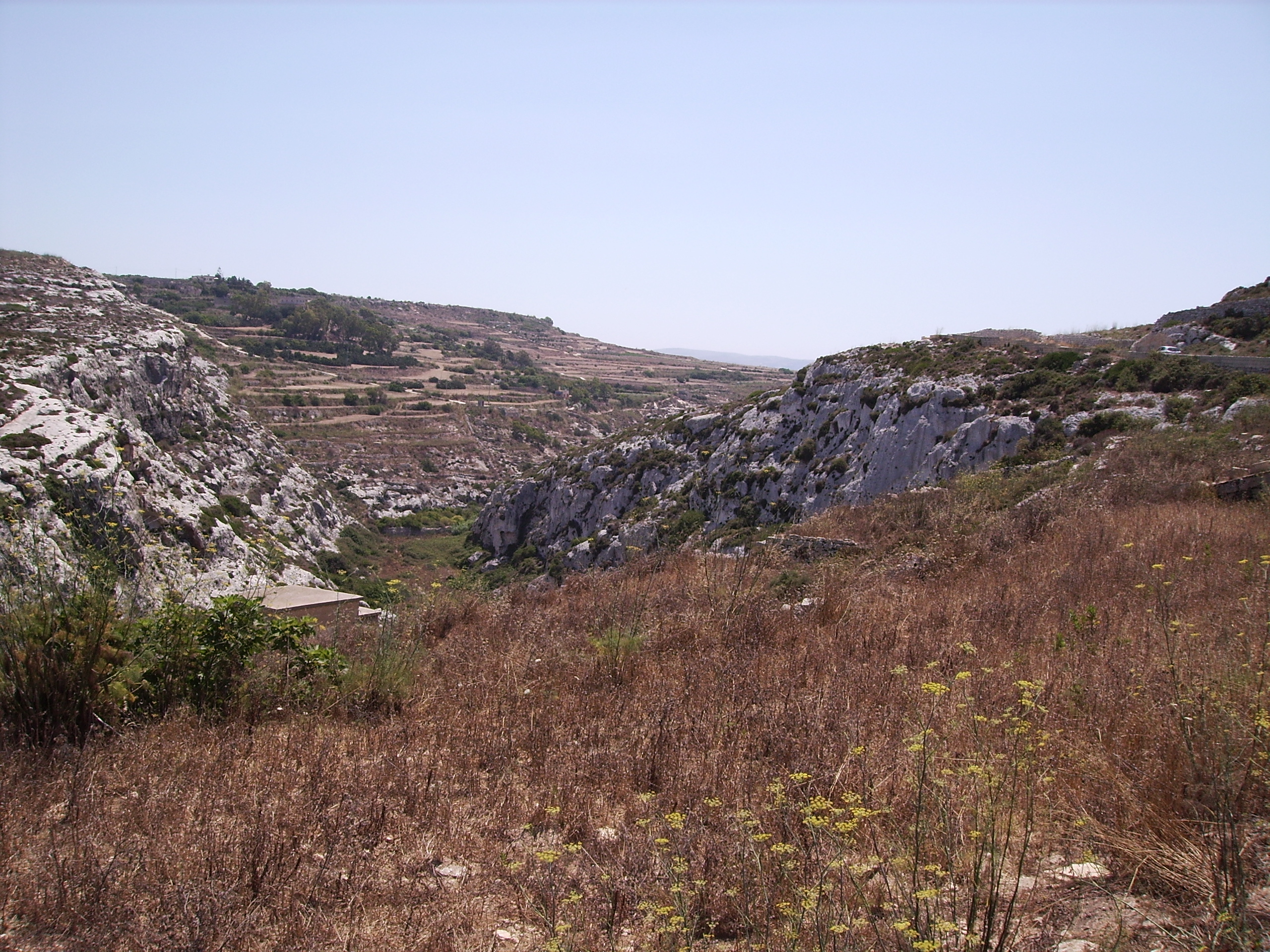
Der Canyon landeinwärts, Richtung Xewkija

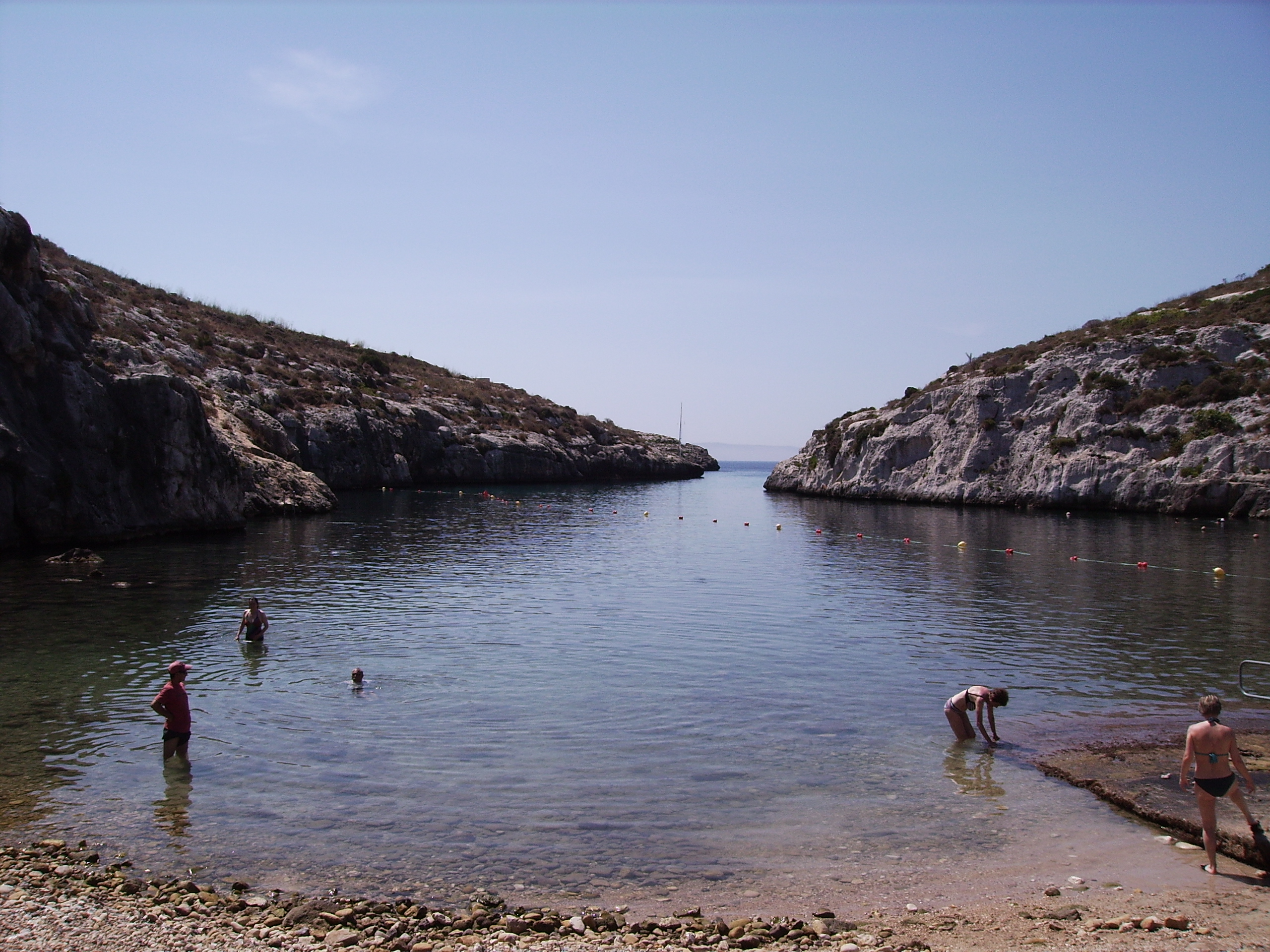
Die Schlucht, Richtung offenes Meer

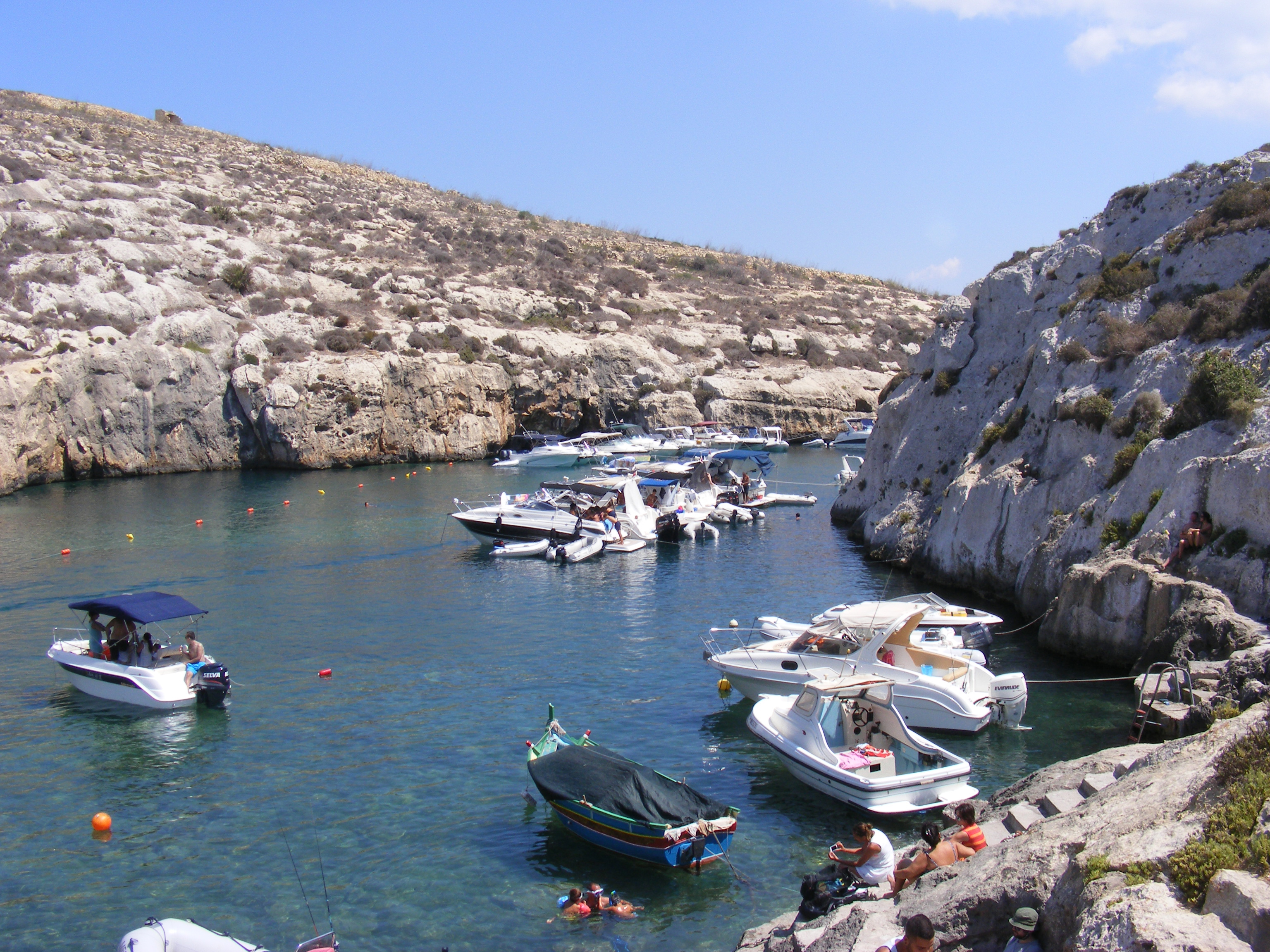
Wochenende im Sommer

Die Schlucht hat eine Länge von rund 400 m und eine durchschnittliche Breite von etwa 50 m. Mgarr ix-Xini liegt südöstlich der gozitanischen Ortschaft Xewkija. Die Bucht liegt circa 3 km vom Ortskern entfernt. Am Ende der Bucht verläuft ein fast 2 km langer Canyon (Wied Hazira) Richtung Xewkija.

## Bedeutung für den Tourismus
Die Bucht ist hauptsächlich bei Einheimischen und Tauchern beliebt. Es gibt keinen öffentlichen Nahverkehr, der Mgarr ix-Xini anfährt. Große Busse sind nicht in der Lage, Mgarr ix-Xini zu erreichen, somit ist sie für den Massentourismus weitgehend unbedeutend. Die Bucht ist somit nur mit dem Auto, Zweirad oder zu Fuß erreichbar. An der Steilküste Ta Cenc am westlichen Ende der Bucht liegen Sonnenterrassen und eine kleine Bar eines nahegelegenen Luxushotels. Die Hotelgäste nutzen aber lediglich einen Seitenarm der Schlucht.
Im Wasser gibt es eine durch ein Seil abgeteilte Fläche, die für Schwimmer und Taucher reserviert ist. Im Sommer 2017 wurde dieser Bereich erstmals durch einen Rettungsschwimmer überwacht. Während der Sommermonate ist das Mġarr ix-Xini zudem ein populäres Ausflugsziel für Bootsbesitzer von der maltesischen Hauptinsel, die dort ankern, picknicken und das Wochenende verbringen. Der Andrang ist so groß, dass in dem engen Canyon kaum ein Ankerplatz mehr frei ist. Der dabei anfallende Müll hinterlässt deutliche Spuren auf dem Meeresgrund.
Das Mġarr ix-Xini war zudem ein wichtiger Schauplatz des 2014 gedrehten Films By the Sea von Angelina Jolie, der eigentlich in Südfrankreich spielt. Für den Film wurde ein französisches Bistro am Strand und ein Hotel am Eingang zur Bucht errichtet, die nach Drehende wieder abgerissen wurden.

## Umwelt
Mġarr ix-Xini ist im Rahmen eines Projekts der Malta Environment and Planning Authority (MEPA) als maritimes Schutzgebiet festgestellt worden. Insgesamt sollen im Rahmen dieses Projekts 18.000 Hektar Unterwassergebiet in Gozo und Malta geschützt werden. Ein weiteres Projekt ist der Mġarr ix-Xini Regional Park. Dieses Vorhaben basiert auf Beschlüssen der Gemeinderäte von Xewkija und Sannat. Ziel ist es, mit diesem Projekt die natürliche und kulturelle Einzigartigkeit der Landschaft zu bewahren. Die Wasserqualität hat sich in und um Mġarr ix-Xini verbessert, seit vor einigen Jahren eine Kläranlage im nahegelegenen Ras il Hobs gebaut wurde. Die Kosten des Projekts im Jahr 2008 betrugen 7,2 Millionen Euro. Die EU steuerte 3 Millionen Euro als Finanzhilfe für den Bau bei.

## Geologie
Geologisch gesehen ist die Mġarr ix-Xini und das anschließende Wied Hazira sehr interessant. Mġarr ix-Xini liegt auf zwei Bruchlinien. Die erste und größere Bruchlinie verläuft in nordwestlicher Richtung zur Ortschaft Sannat. Sie hat eine Länge von etwa 2 km. Entsprechend anderer Quellen könnte diese Bruchlinie bis zur Ortschaft Xlendi führen und wäre somit rund 5 km lang. Die Struktur ist linienförmig und ist auf der Oberfläche sichtbar. die zweite Bruchlinie verläuft von Mġarr ix-Xini aus in nordöstlicher Richtung bis zur Ortschaft Qala. Die Ursache sind Krustenbewegungen, die in früheren Jahren entstanden.

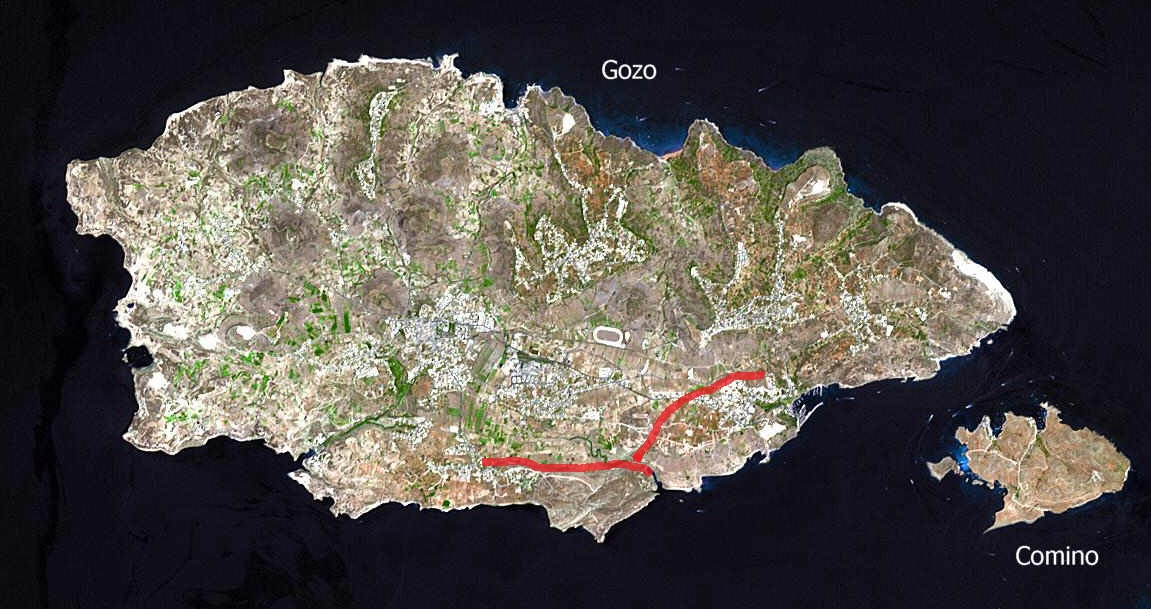
Rot markiert sind die beiden Bruchlinien um Mġarr ix-Xini

## Flora und Fauna
Die Gegend um Mġarr ix-Xini hat eine besondere Vegetation. Durch den steinigen Untergrund, die starken Winde, sowie die lange und intensive Sonneneinstrahlung wachsen hier Pflanzen, die teilweise sehr selten sind. Beispiele hierfür sind die Nationalpflanze Maltas Cheirolophus crassifolius und der Pfriemenginster (Spartium junceum), der die einzige Art der Gattung Spartium ist. Der Pfriemenginster gehört trotz des Namens nicht zur Gattung der Ginster (Genista). Als weitere Besonderheit ist das wilde Vorkommen der Aloe vera zu sehen. Die vermutlich seltenste Pflanze ist das Strauchige Leimkraut (Silene fruticosa). Das Strauchige Leimkraut gilt in ganz Europa als extrem selten. Populationen sind nur auf Sizilien, Gozo und Griechenland bekannt.
Darüber hinaus ist noch die inseltypische Vegetation wie Feigen (Ficus carica), Feigenkakteen (Opuntien) und Kapern (Capparis spinosa) anzutreffen. Der Bereich von Mġarr ix-Xini bis zu der Steilküste Ta’Cenc ist ein wichtiger Brutplatz für Vögel. Für die Schleiereule (Tyto alba) ist dies einer der letzten Brutplätze im maltesischen Archipel. Die Art ist auf den Inseln fast ausgestorben.

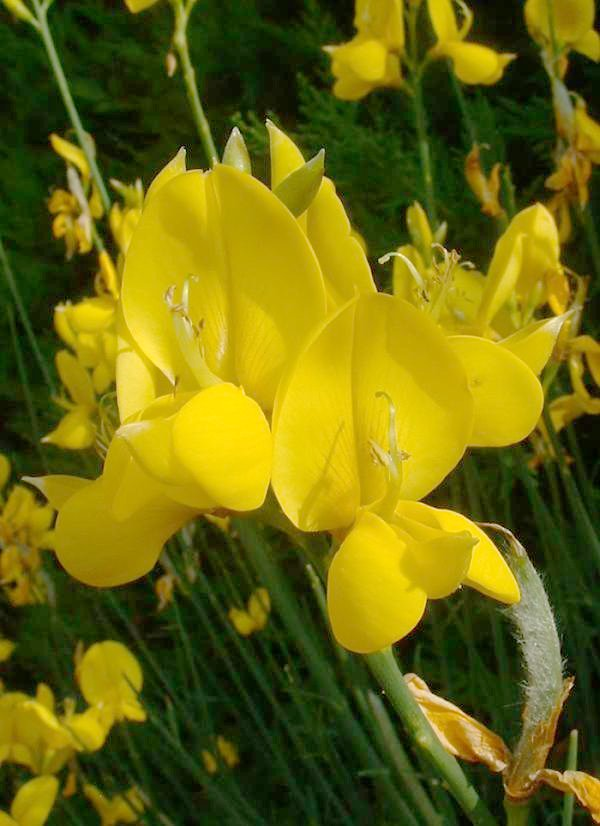
Pfriemenginster
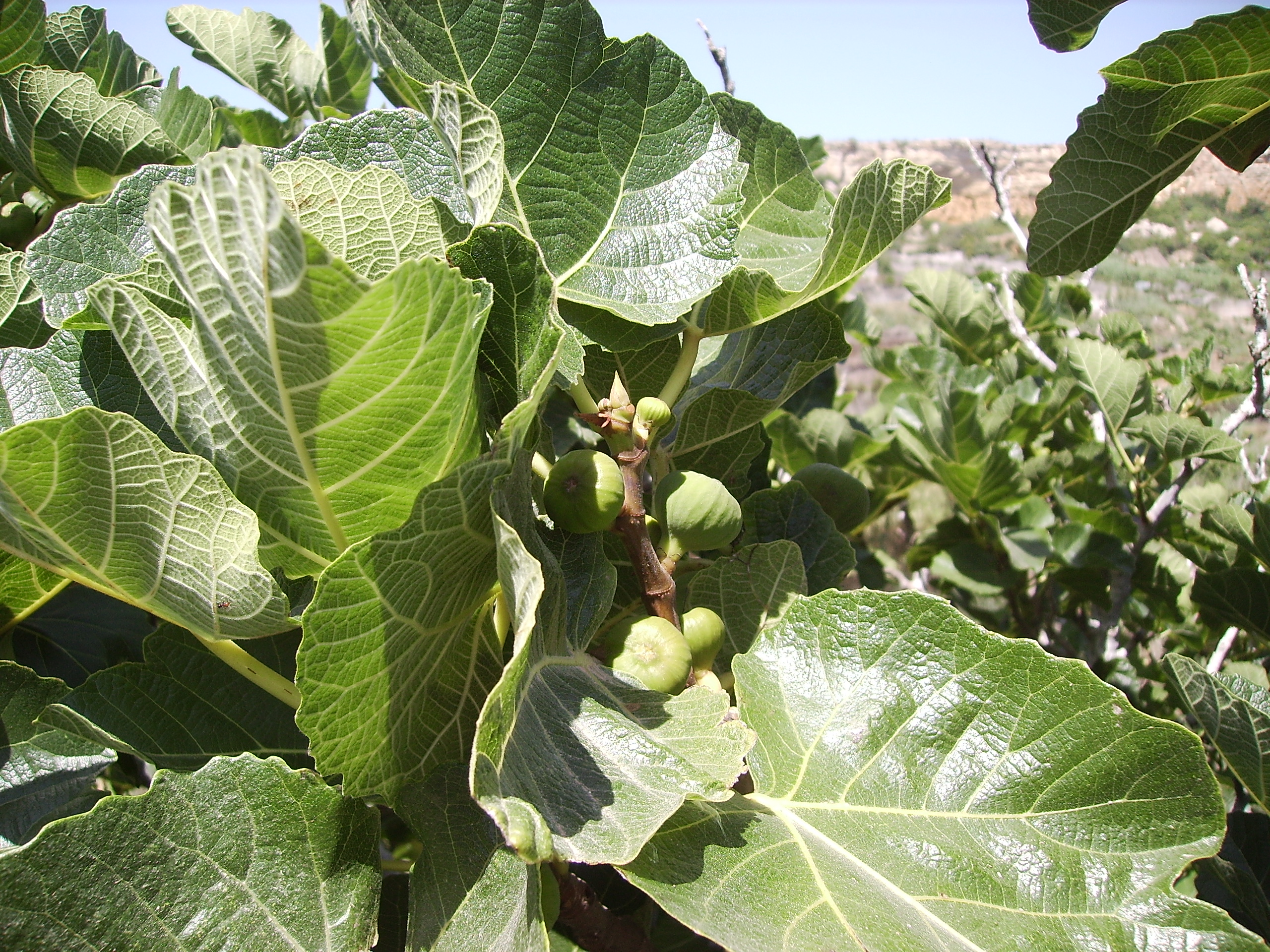
Feige mit Früchten
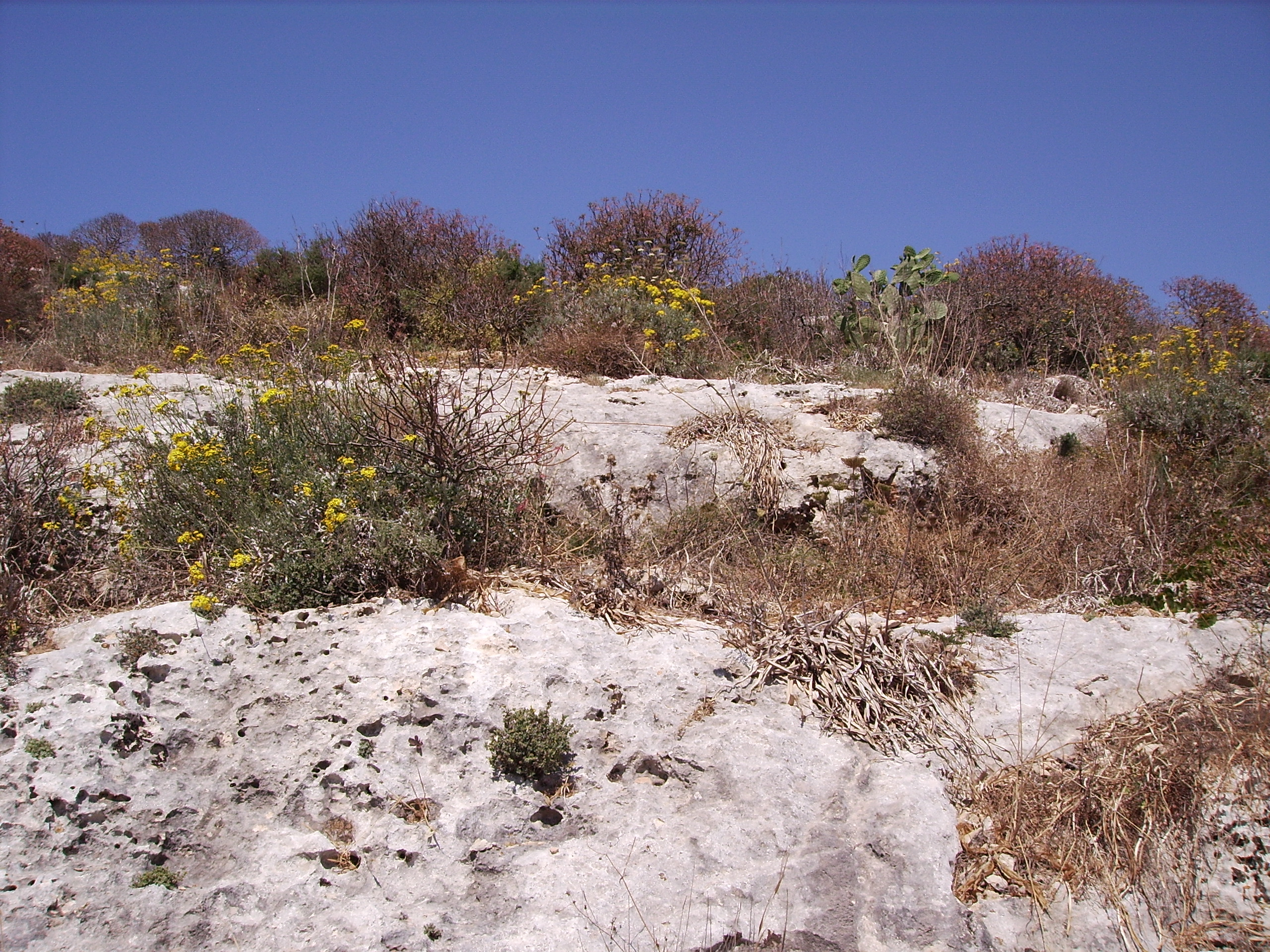
Typische Vegetation
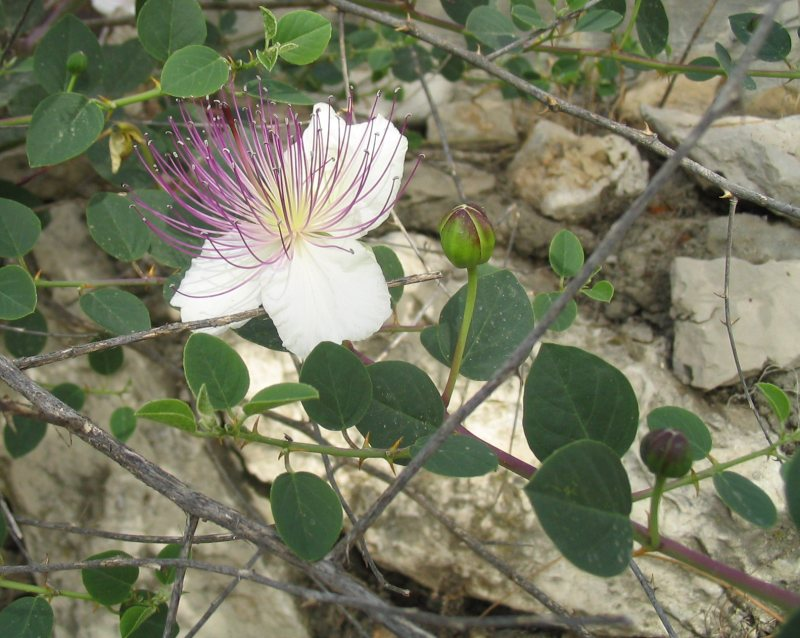
Capparis spinosa

## Marines Leben

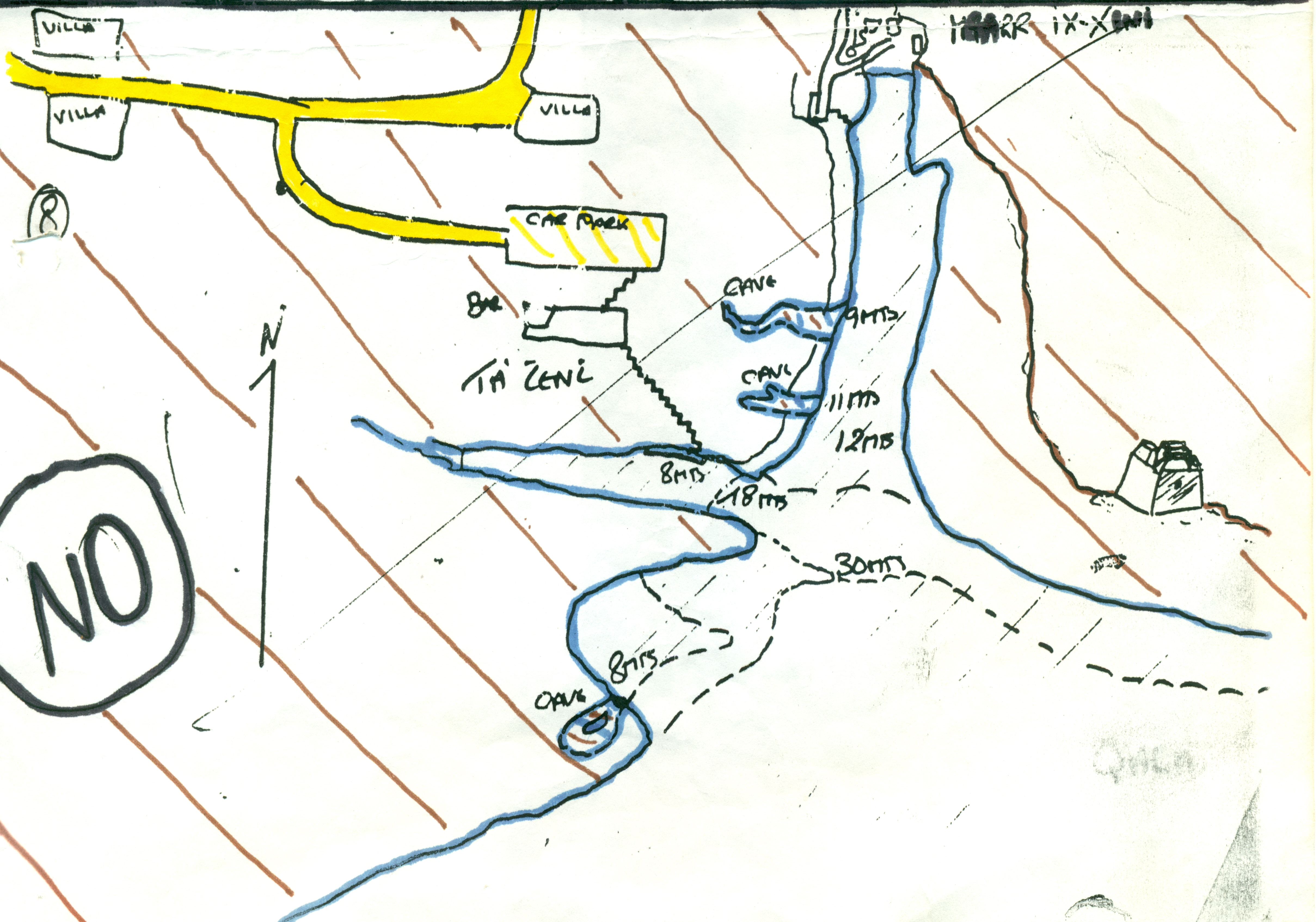
Skizze, die um 1990 entstand, aber detailliert die Wassertiefen und die Lage der Unterwasserhöhlen zeigt

Unter Wasser ist die Schlucht von Mġarr ix-Xini hauptsächlich von Sandboden und Seegraswiesen bedeckt. Dementsprechend ist hier eine angepasste Tierwelt anzutreffen. Der Boden fällt langsam und sanft ab. Der flache Teil der Bucht ist bis zu einer Tiefe von etwa 4 m mit kleinen Felsstücken versetzt. Danach geht die Bucht bis zum Ende der Schlucht in Sandboden über. Am Ende der Schlucht gibt es rechtsseitig noch einen kleinen Seitenarm. Bei einer Tiefe von circa 15 m geht der Sandboden in riesige Posidonia-Felder über. Am Ausgang der Bucht gehen dann ab etwa 35 m Tiefe die Posidonia-Wiesen wieder in Sandboden über. Durch die abgeschiedene Lage der Schlucht und die geringen Tiefen sind Vorkommen von pelagischen Fischen äußerst selten.
Auf der westlichen Seite der Bucht findet man zwei kleine Unterwasserhöhlen. Auch hier findet man eine spezialisierte Unterwasser Flora und Fauna. Die häufigsten Vertreter der Familie Fische sind der gewöhnliche Eidechsenfisch Synodus saurus, das Gewöhnliche Petermännchen (Trachinus draco) und das Strahlen-Petermännchen (Trachinus radiatus), der Weitaugenbutt (Bothus podas), sowie die Goldstrieme (Sarpa salpa). Der Eidechsenfisch und die Petermännchen (beide Arten) sehen sich optisch sehr ähnlich. Das Verhalten ist ebenfalls fast identisch. Sowohl der Eidechsenfisch, wie auch die Petermännchen liegen passiv auf dem Sandboden oder sind eingegraben. Sie zeigen lange kein Fluchtverhalten. Trachinus draco und Trachinus radiatus sind bei Bedrohung in der Lage, die fünf bis sieben Stachelstrahlen der ersten Rückenflosse und einen Dorn auf dem Kiemendeckel einzusetzen. Die Stachelstrahlen und der Dorn sind giftig und können heftige Schmerzen, Fieber und Übelkeit auslösen. Der Eidechsenfisch ist harmlos. Der Hauptunterschied der beiden Arten besteht visuell hauptsächlich im Kopfbereich. Das Petermännchen hat einen wuchtigen Kopf, bei dem das Maul nach oben gerichtet ist. Der Eidechsenfisch hat einen schmaleren spitz zulaufenden Kopf. Ein weiterer häufiger Vertreter giftiger Fische im Mgarr ix-Xini ist die Familie der Skorpionsfische (Scorpaenidae). Sie besitzen ebenfalls zwölf giftige Stachelstrahlen, die bei Kontakt zu heftigen Schmerzen führen können. Auch die Skorpionsfische zeigen erst sehr spät ein Fluchtverhalten. Bei den Kopffüßern sind die Sepia (Sepia officinalis) und Kraken (Octopus vulgaris, Octopus salutii und Octopus macropus) vorzufinden. In diesem Lebensraum lebt die Schraubensabelle (Sabella spallanzanii) und der Pfauenfederwurm (Sabella pavonina). In den dunkleren Bereichen der Höhlen findet man Schlangen- und Seesterne sowie unterschiedliche Arten von Krebstieren. Zwischen den Seegraswiesen lebt die Edle Steckmuschel (Pinna nobilis). Sie ist die größte Muschelart im Mittelmeer und erreicht eine maximale Größe von 90 cm. Leider wurde diese Art in den letzten Jahren aufgrund ihrer dekorativen Größe und Schönheit von sammelnden Tauchern im gesamten Mittelmeer stark dezimiert. Mġarr ix-Xini bietet in den Seegraswiesen und den von Algen bewachsenen Wänden ideale Bedingungen für Seepferdchen (Hippocampus spec.). Im Rahmen eines Umweltprojekts wurden vor einigen Jahren Seepferdchen im Mġarr ix-Xini und in der Xlendi Bay ausgesetzt. Eng verwandt mit dem Seepferdchen sind die Seenadel (Syngnathus acus) und die Grasnadel (Syngnathus typhle). Beide Arten sind hier anzutreffen.
Als Besonderheiten dieses Lebensraums sind der Flughahn (Dactylopterus volitans) und die Große Tonnenschnecke (Tonna galea) anzumerken. Sie ist die größte Schnecke des Mittelmeers und kann eine Größe von 25 cm erreichen. Auf dem sandigen Boden leben verschiedene Arten von Rochen.

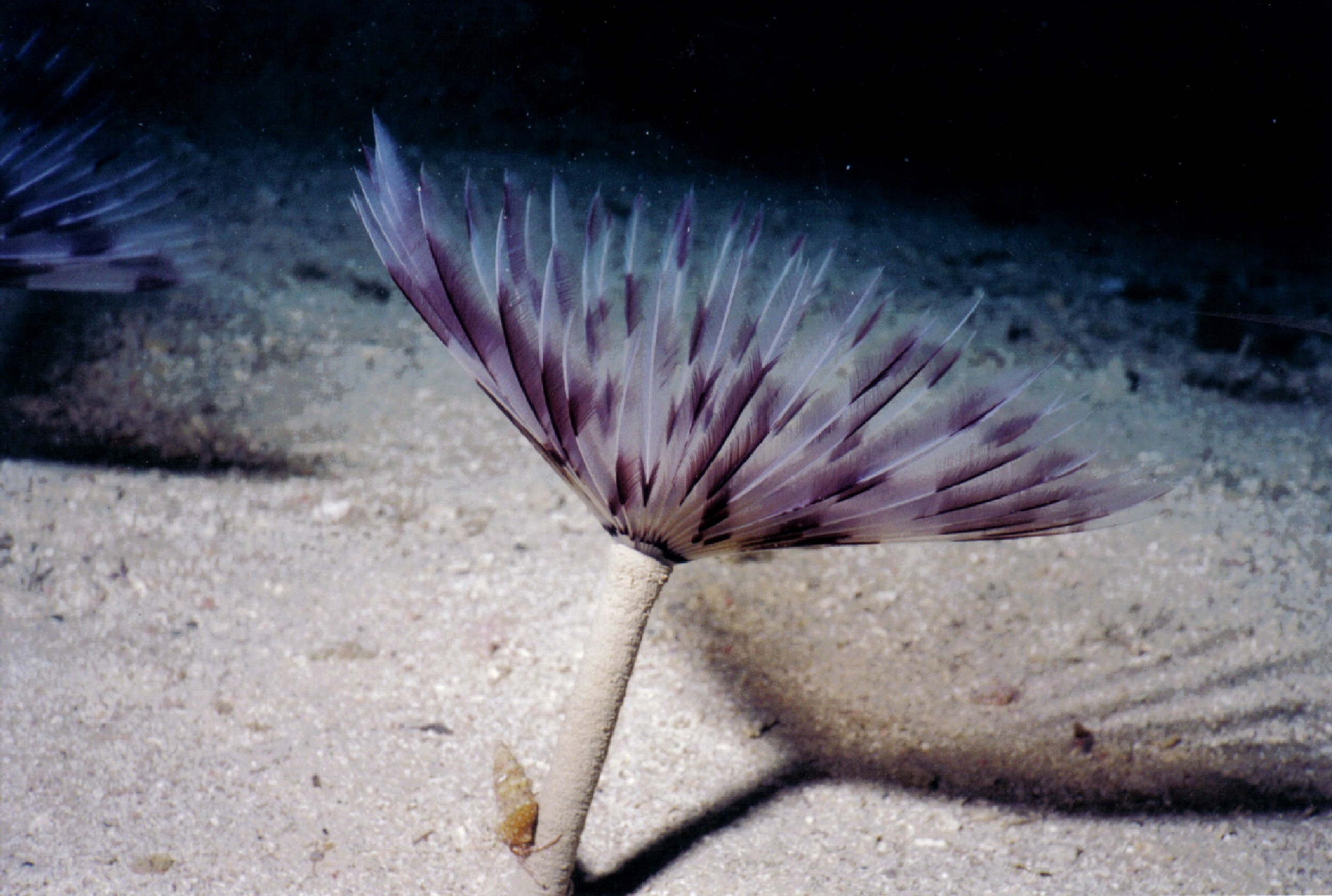
Pfauenfederwurm
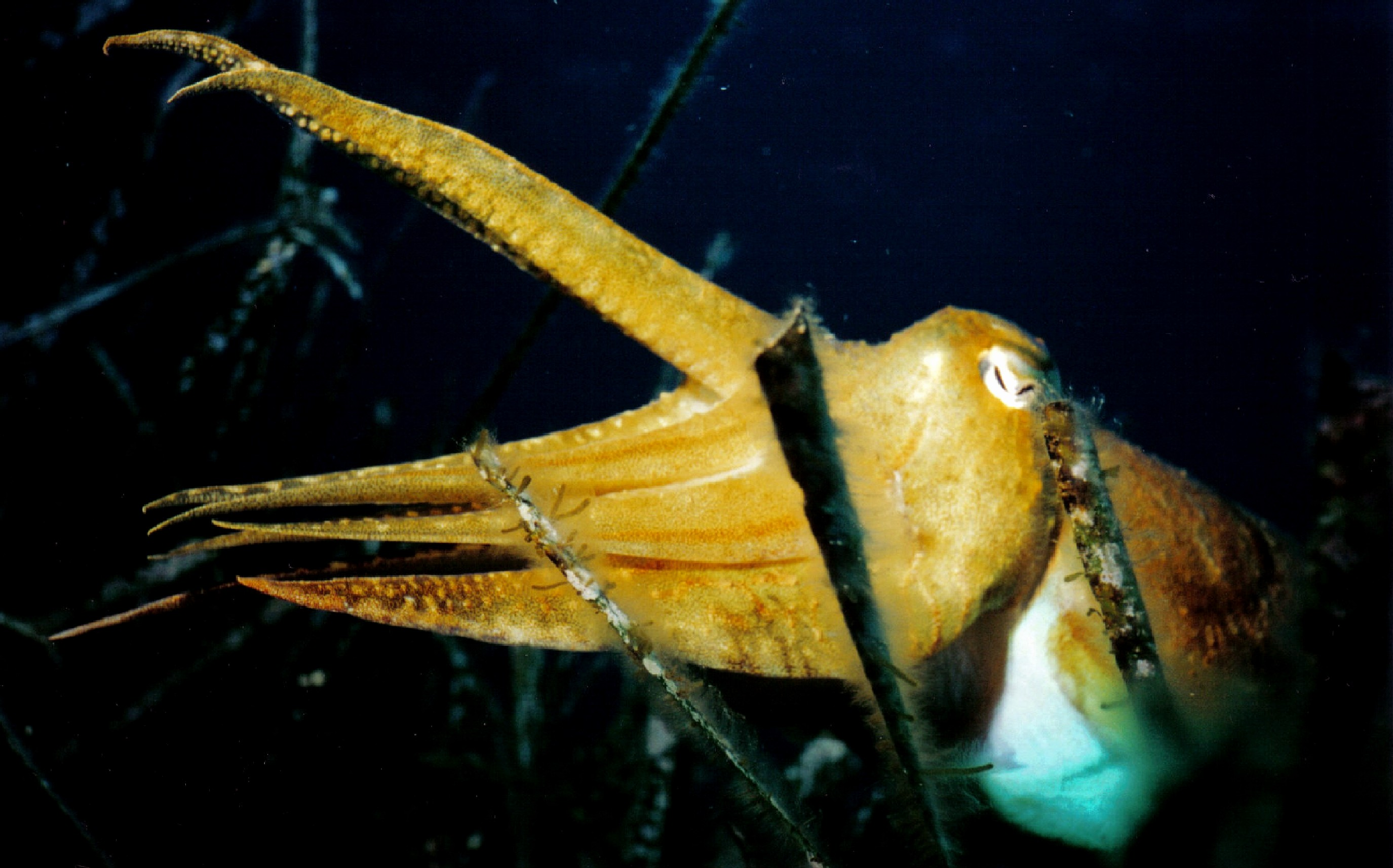
Sepia
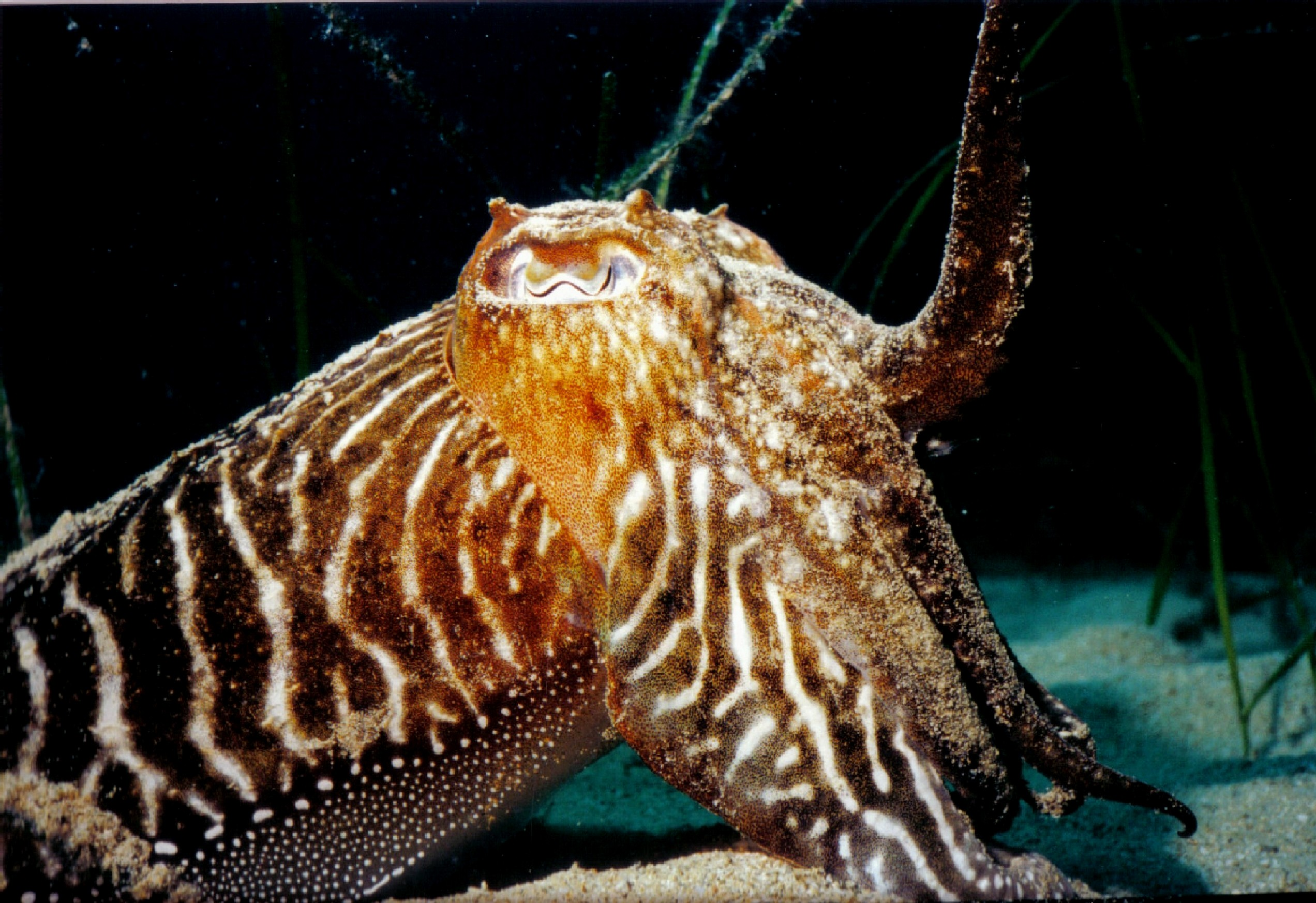
Sepia
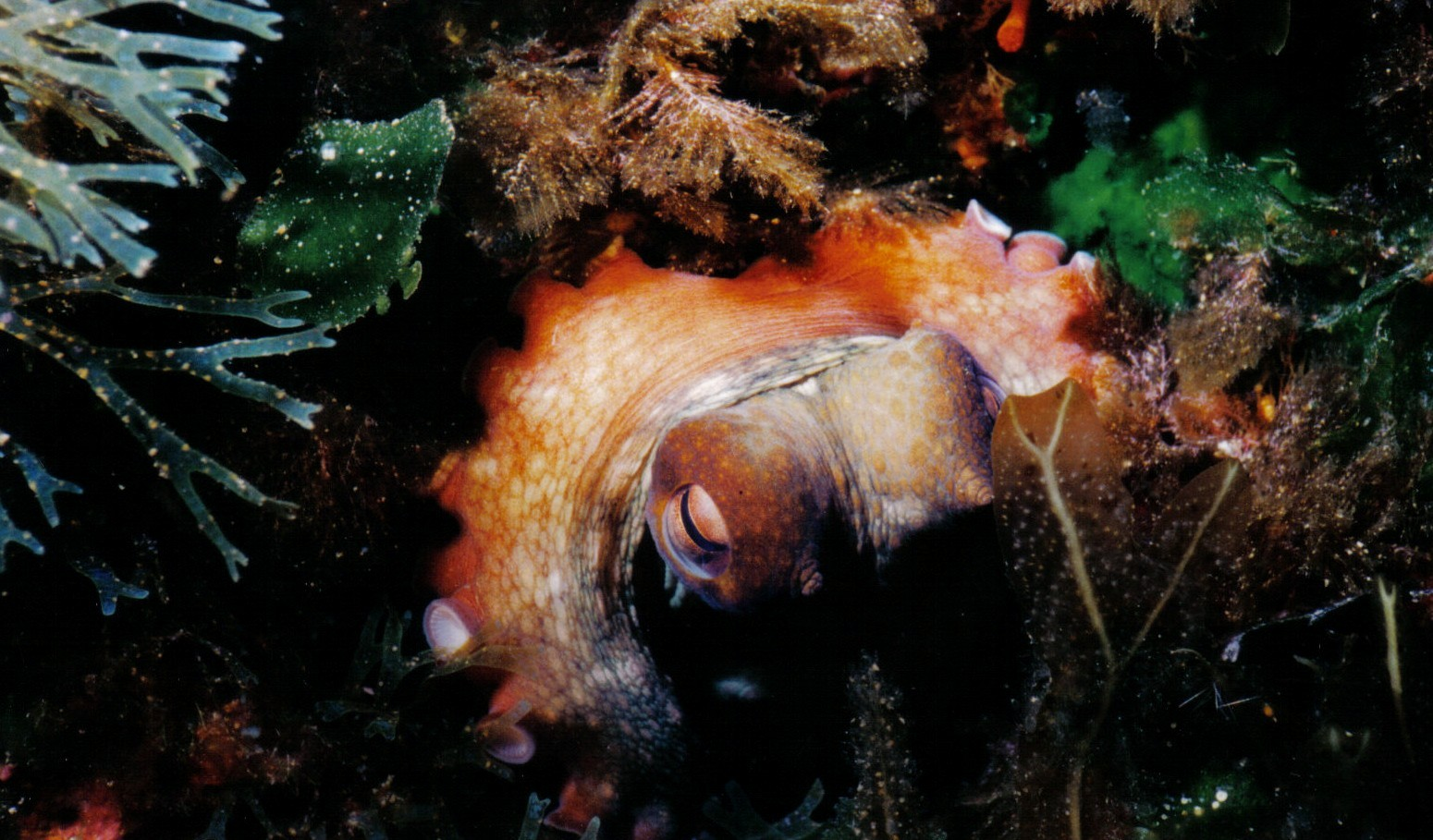
Octopus vulgaris hinter Algen versteckt
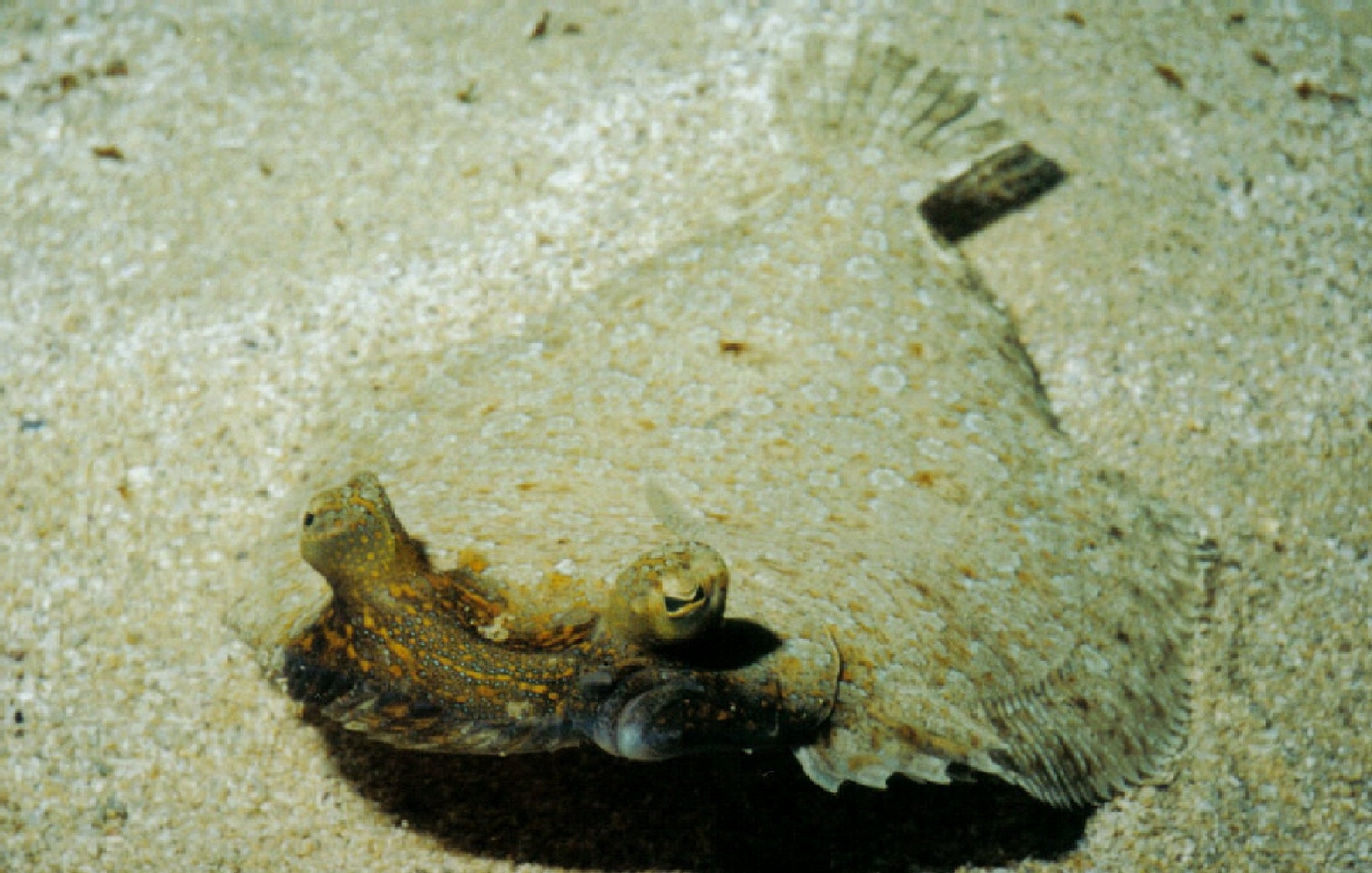
Weitaugenbutt
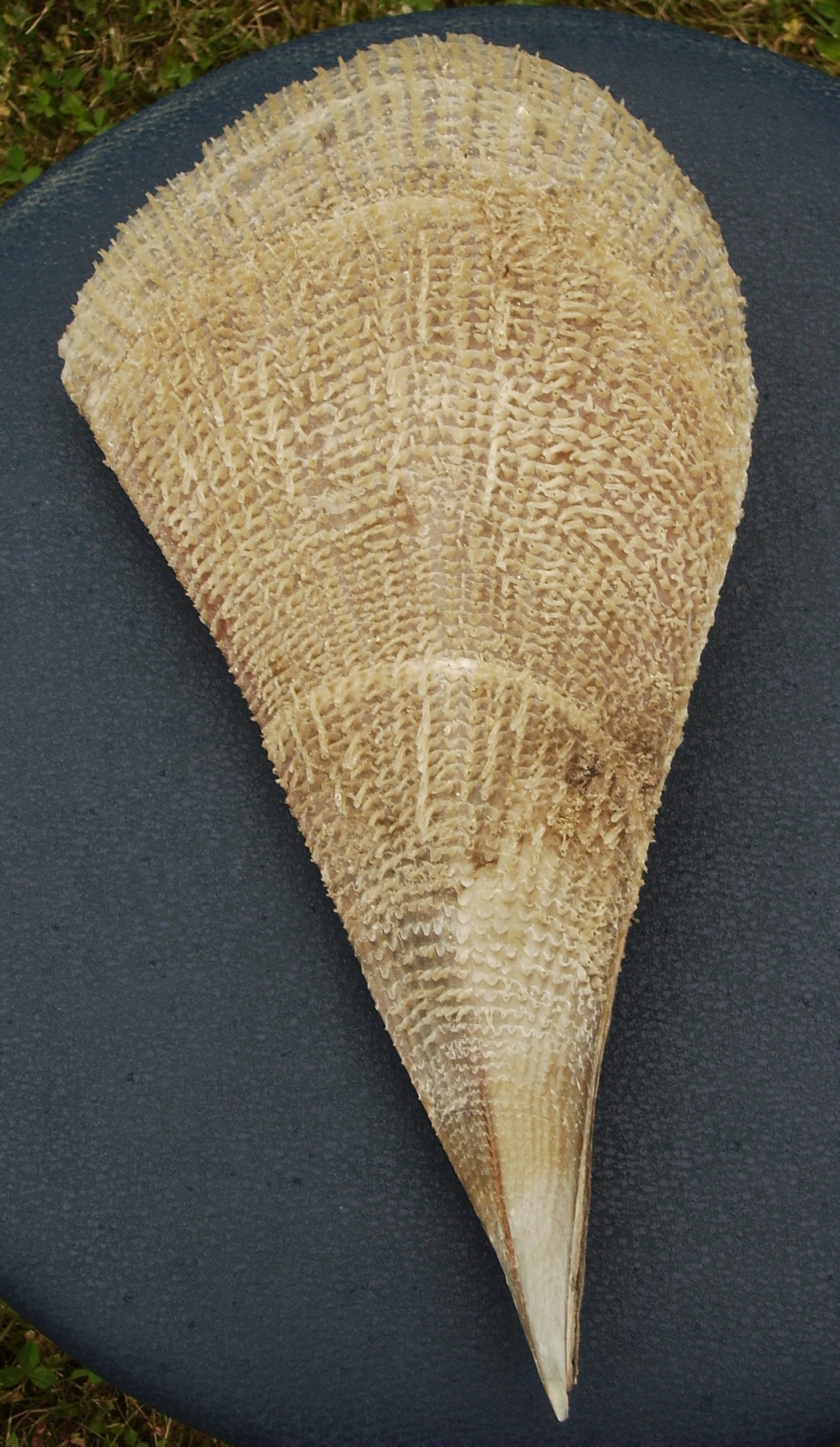
Schale einer Steckmuschel
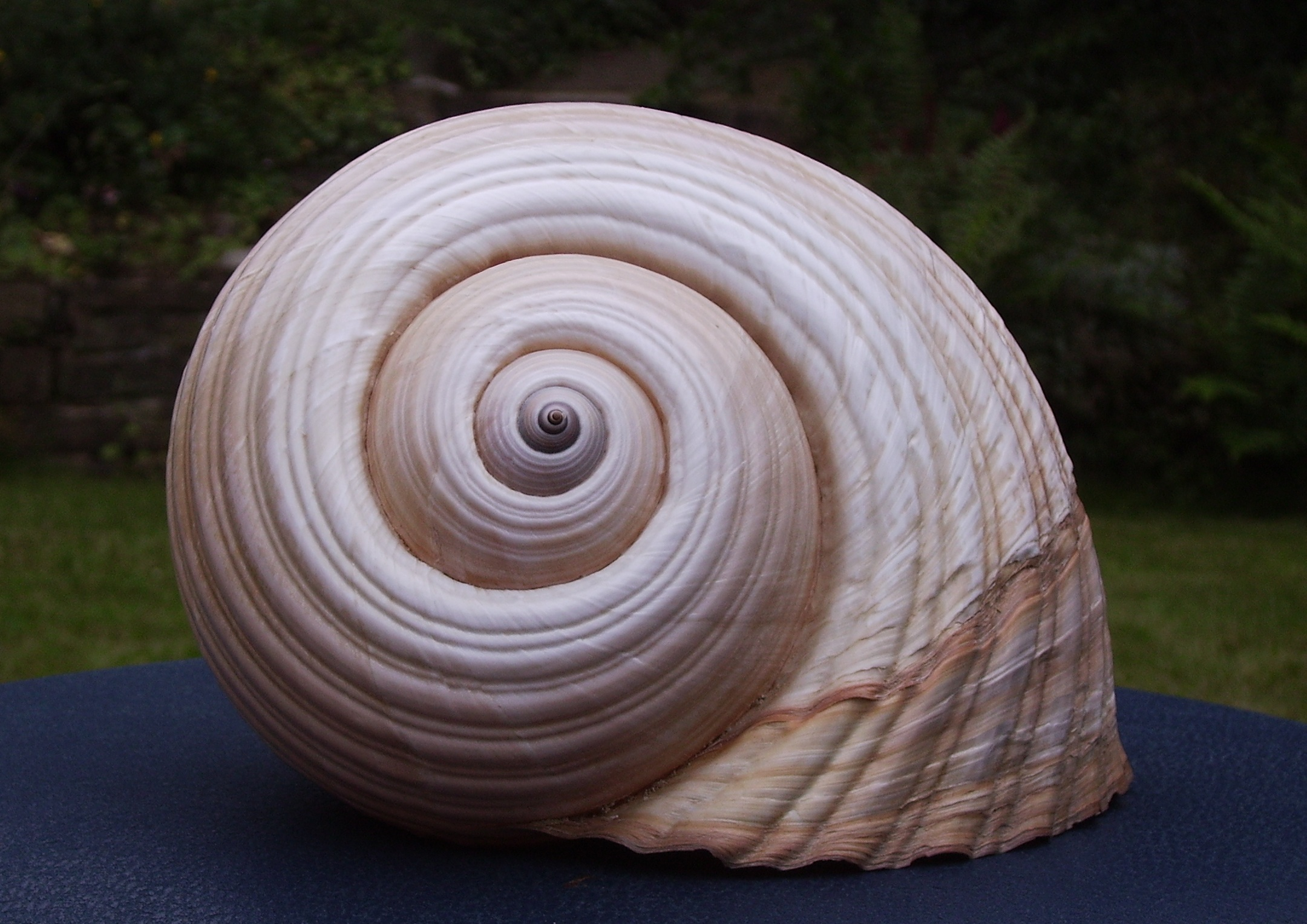
Gehäuse einer Tonnenschnecke
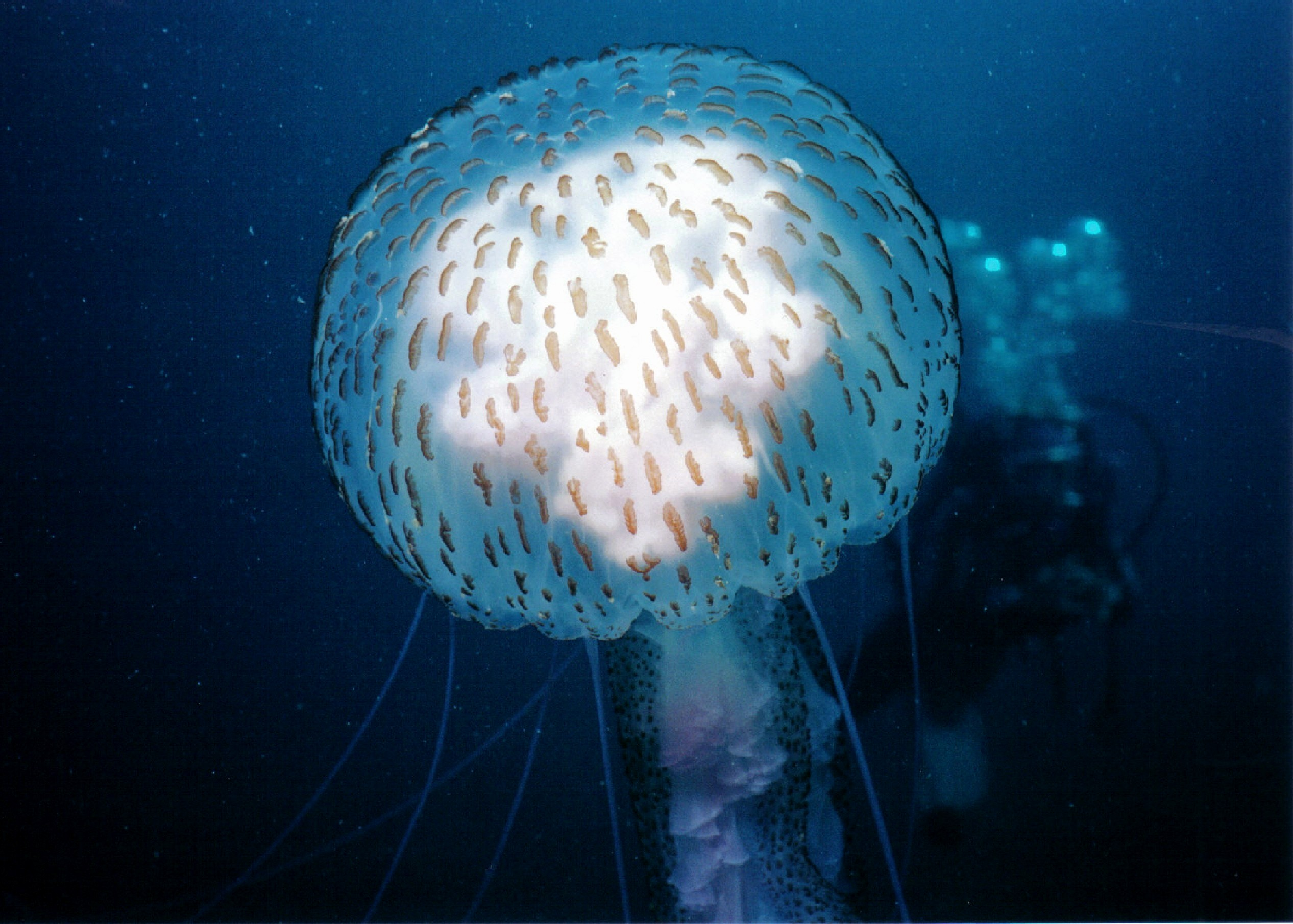
Die stark nesselnde Leuchtqualle
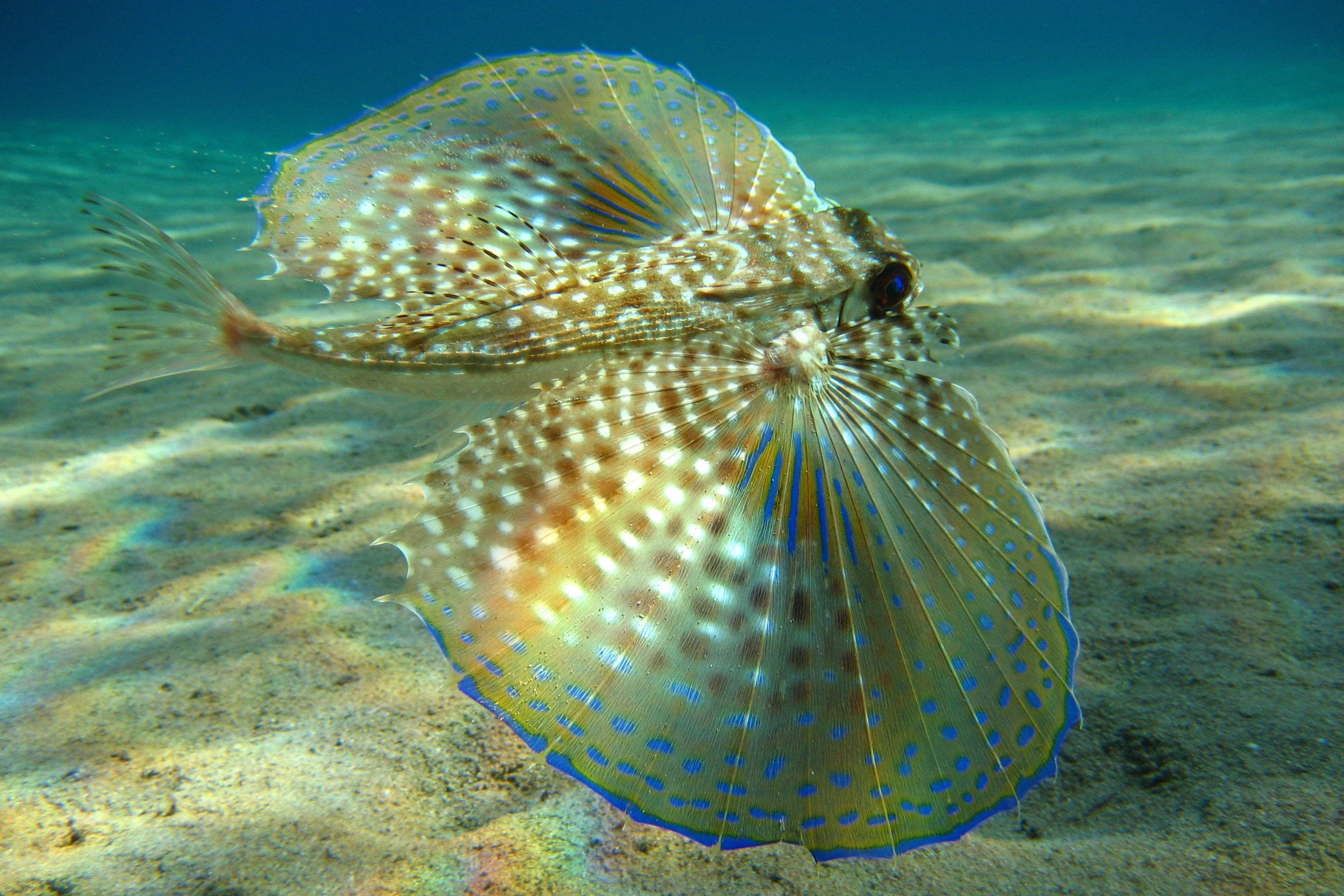
Flughahn
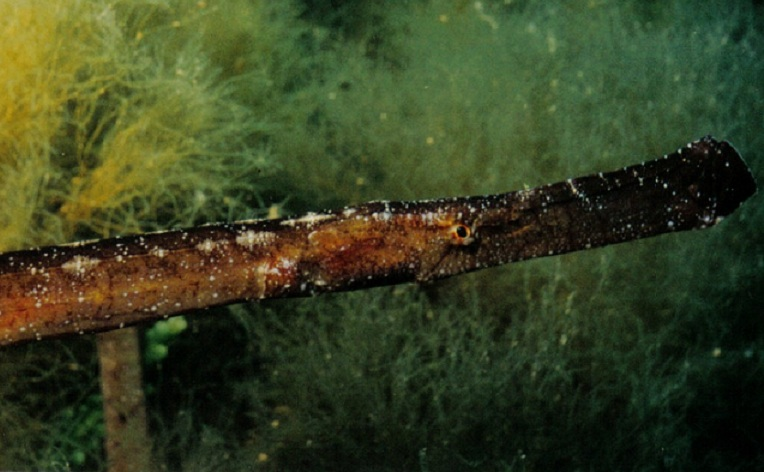
Grasnadel
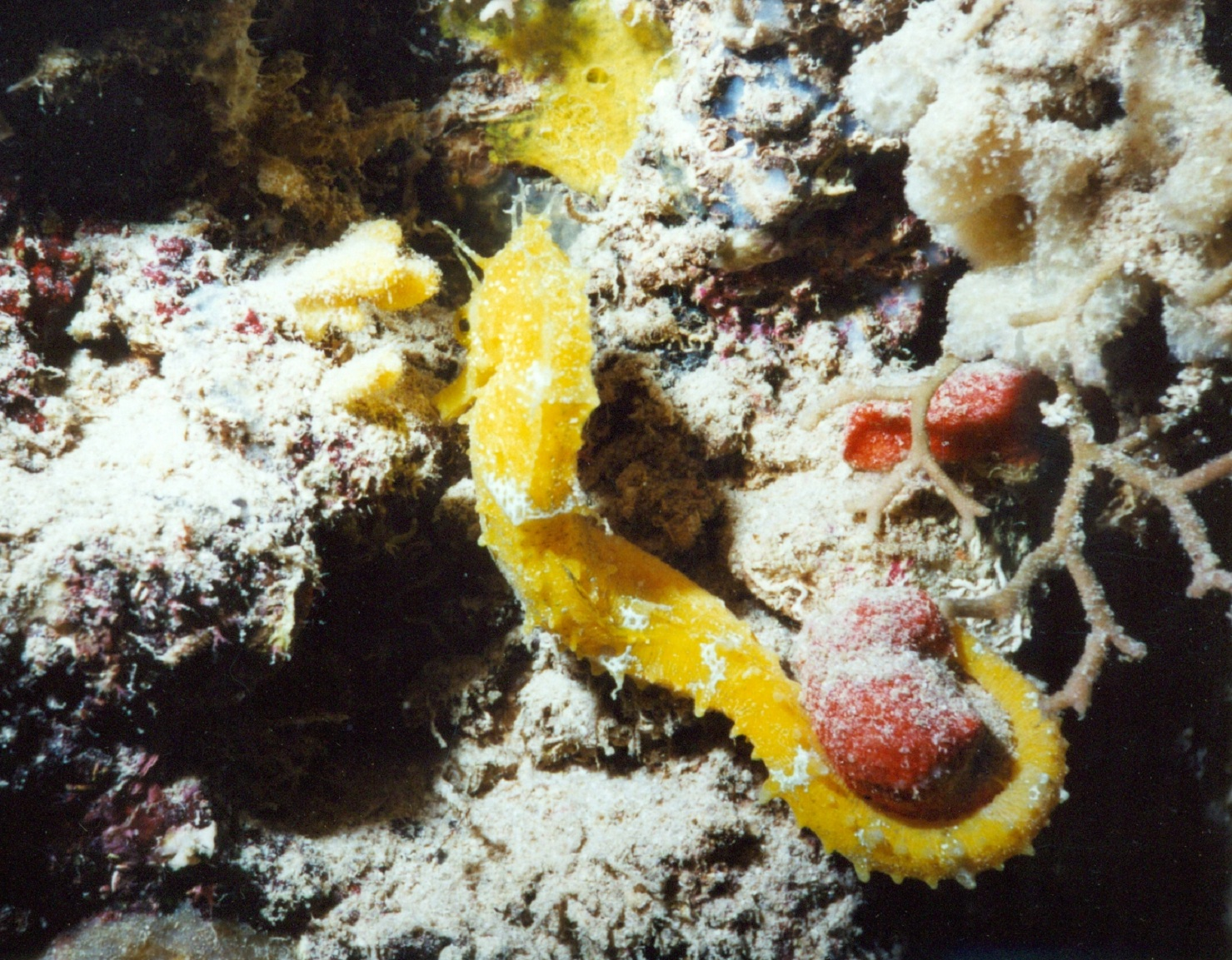
Seepferd
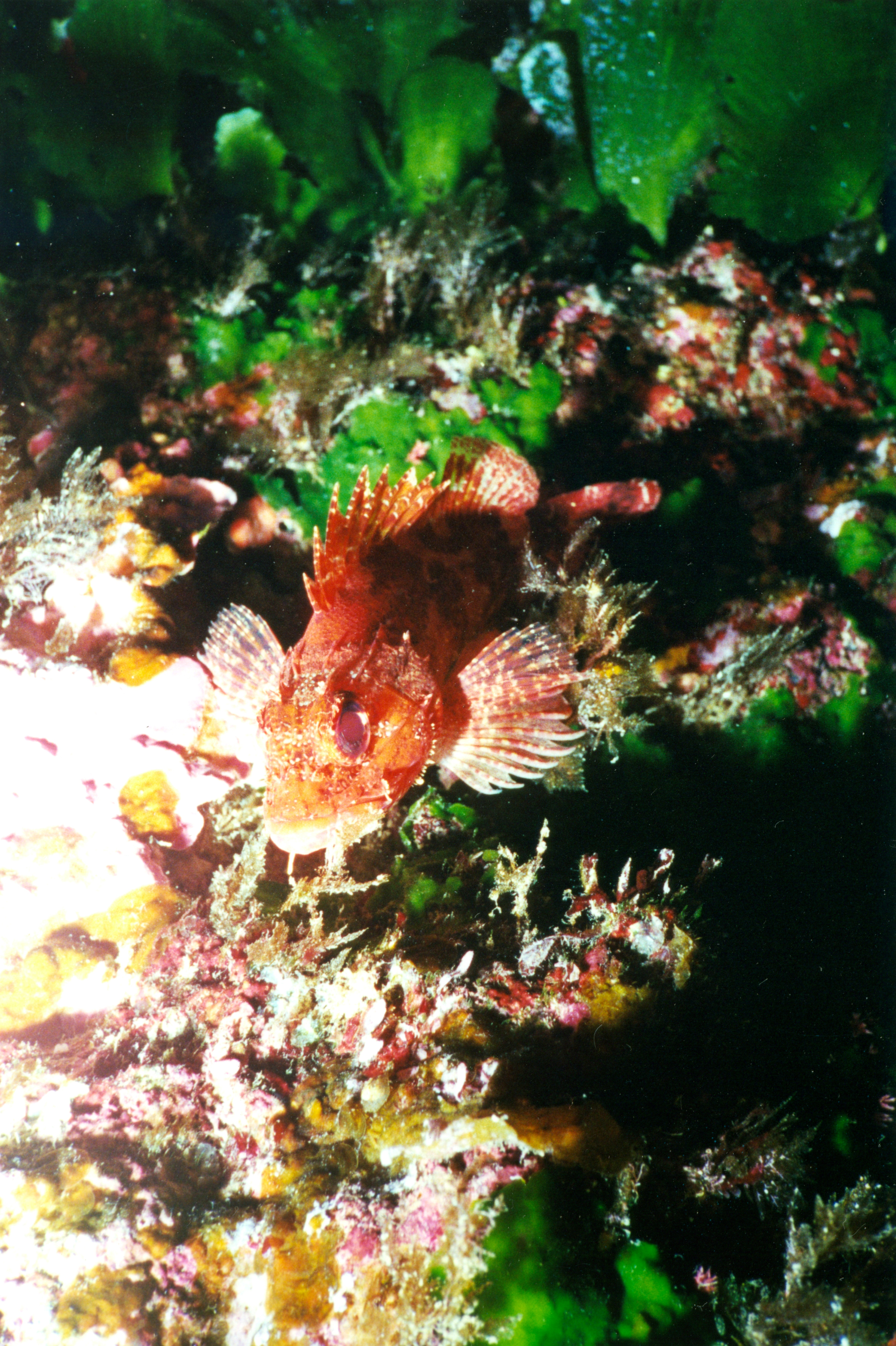
Skorpionsfisch

## Geschichte

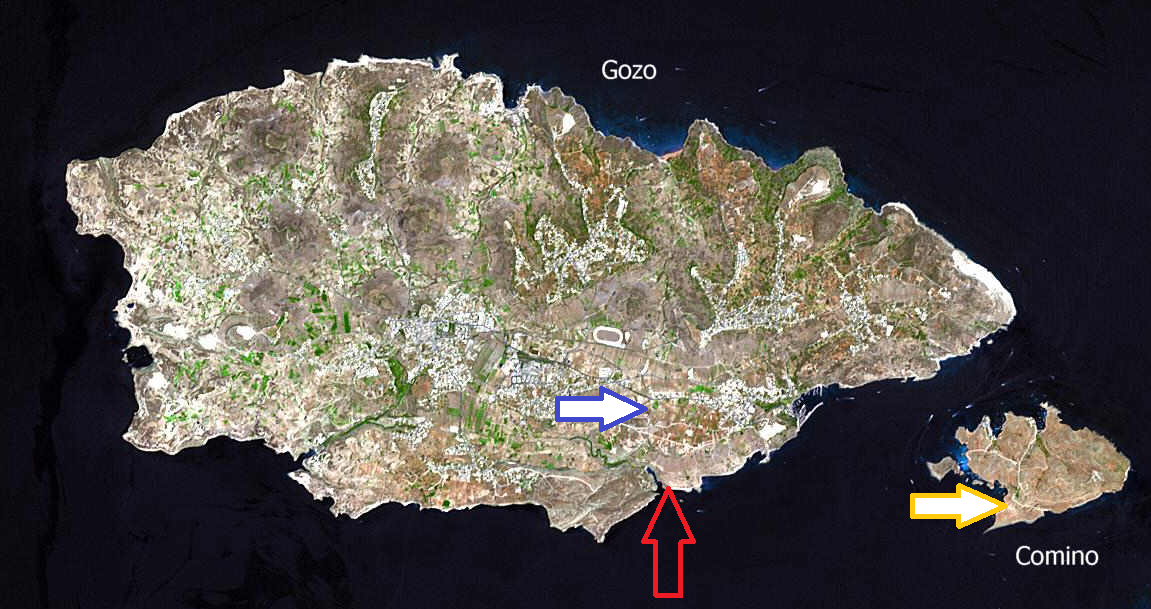
Lage der Wachtürme, mit denen der Tower Mġarr ix-Xini Kontakt hielt. Der blaue Pfeil ist der Standort des Santa Cecilija Towers, der rote ist der Tower Mġarr ix-Xini und der orange Comino Tower

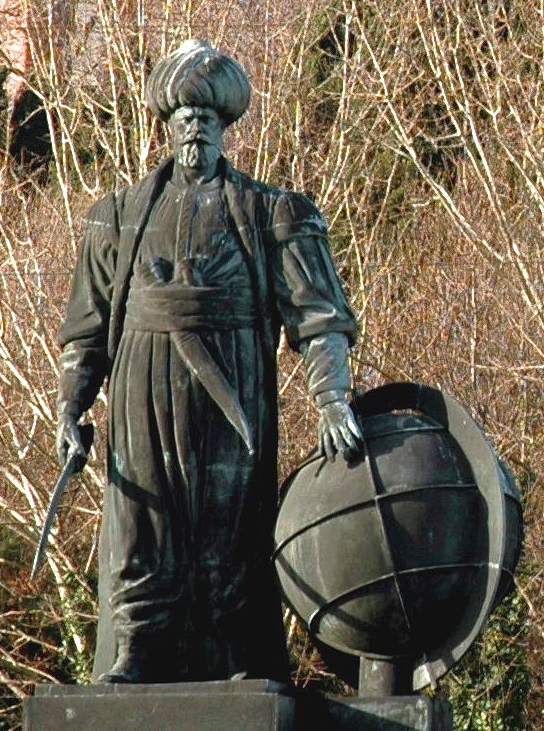
Dragut

Über mehrere Jahrhunderte war Gozo Opfer von Überfällen türkischer und nordafrikanischer Korsaren. Im Jahr 1551 fiel der Korsar Dragut (Turgut Reis) in Gozo ein um den Tod seines Bruders zu rächen, der bei einem Raubzug auf Gozo ums Leben kam. Dragut ankerte seine Schiffe in der Bucht von Mġarr ix-Xini. Bei dieser Vergeltungsaktion wurde fast die komplette Bevölkerung Gozos in die Sklaverei geführt. Später diente die Bucht als Galeerenhafen für die Flotte des Malteserordens.
Im Jahr 1661 wurde der Mġarr ix-Xini Tower nach einem Plan des Ingenieurs Mederico Blondel errichtet. Der Turm ist Teil einer Erweiterung der Küstenbefestigungen, die unter dem Großmeister Martin de Redin entstanden. Es handelt sich um insgesamt 13 Wachtürme, die den Namen Redin Towers tragen. Der Tower Mġarr ix-Xini hat als einziger Vertreter der Redin Towers nur einen Zugang, der über eine Zugbrücke erreichbar war. Er diente fortan dem Schutz der Bucht. Die Befestigung wurde mit Artillerie bestückt. Eine weitere Aufgabe des Turms war die Kommunikation mit dem Comino Tower und dem Santa Cecilja Tower. Nach Aufzeichnungen in alten Dokumenten sind mehrere Waffen vom Turm in die See gestürzt. Trotz Unterwassersuche von Forschungstauchern konnten die Waffen bisher nicht gefunden werden. Eventuell sind die Aufzeichnungen fehlerhaft. Die Befestigungsanlage wurde im Jahr 2000 renoviert. Das Gebiet in und um Mġarr ix-Xini ist jedes Jahr Ziel lokaler Ausgrabungen. In den letzten Jahren wurden Fundstücke und bauliche Überreste aus unterschiedlichen Epochen gefunden. Als Besonderheiten wurden bisher 15 antike Weinpressen entdeckt, die bis auf die Zeit um 500 vor Christus datiert sind. In der Unterwasserarchäologie spielt die Gegend um Mġarr ix-Xini ebenfalls eine große Rolle. Maltesische Taucher fanden schon mehrmals Hinweise und Fundstücke im Bereich zwischen Mġarr ix-Xini und Xatt l’Ahmar. Die Fundstücke liegen meist sehr tief, oder sind schwierig zu orten. Unter der Annahme, dass die hervorragenden Eigenschaften als natürlicher Hafen viele Schiffe bei Sturm die Bucht von Mġarr ix-Xini aufsuchten, wurde in den letzten Jahren gezielt mit Sonar und Tauchern nach Überresten von Wracks gesucht. Jedoch blieb diese Suche bisher erfolglos.

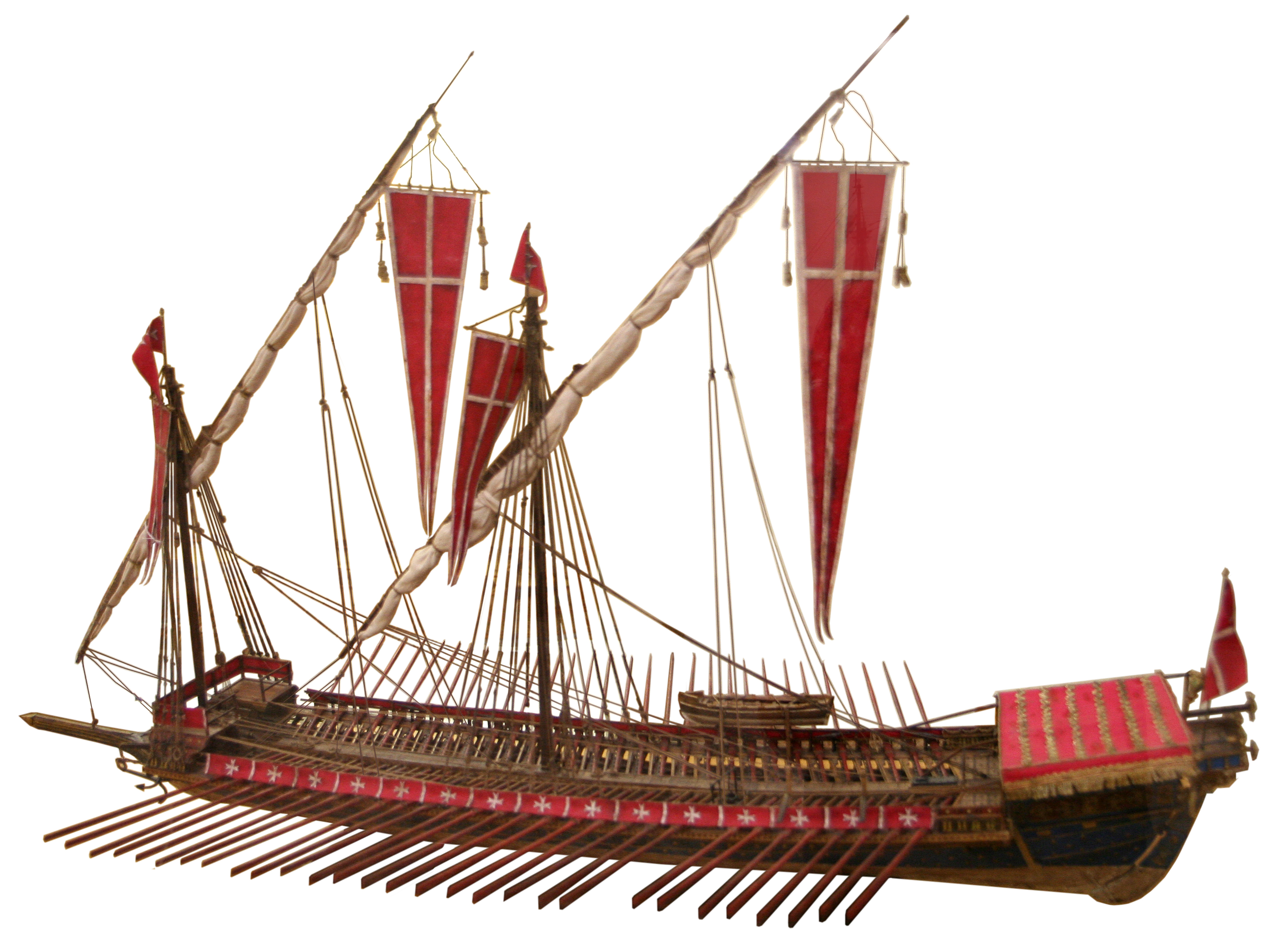
Modell einer Ordensgaleere
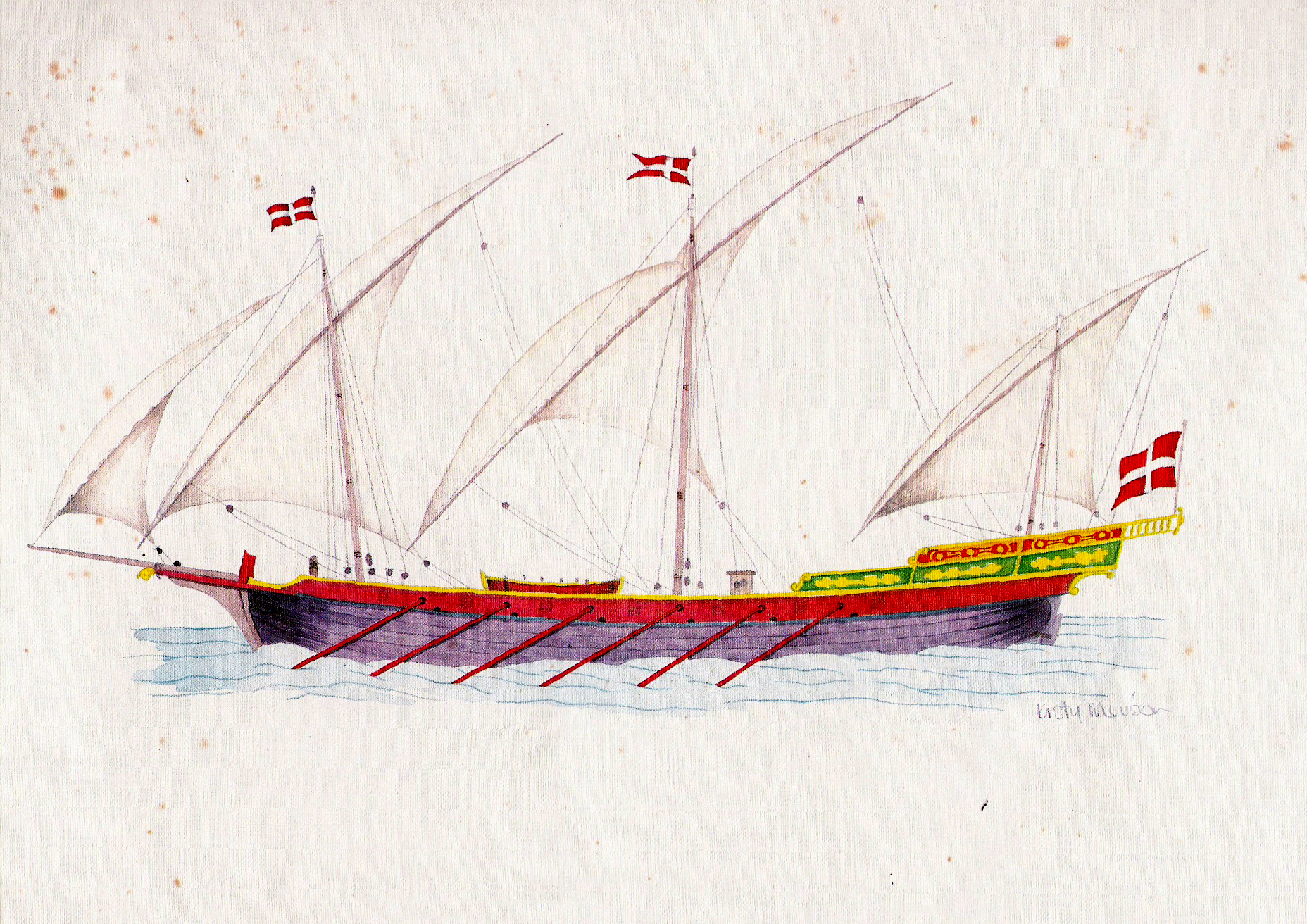
Zeichnung einer ruderfähigen Schebecke des Ordens
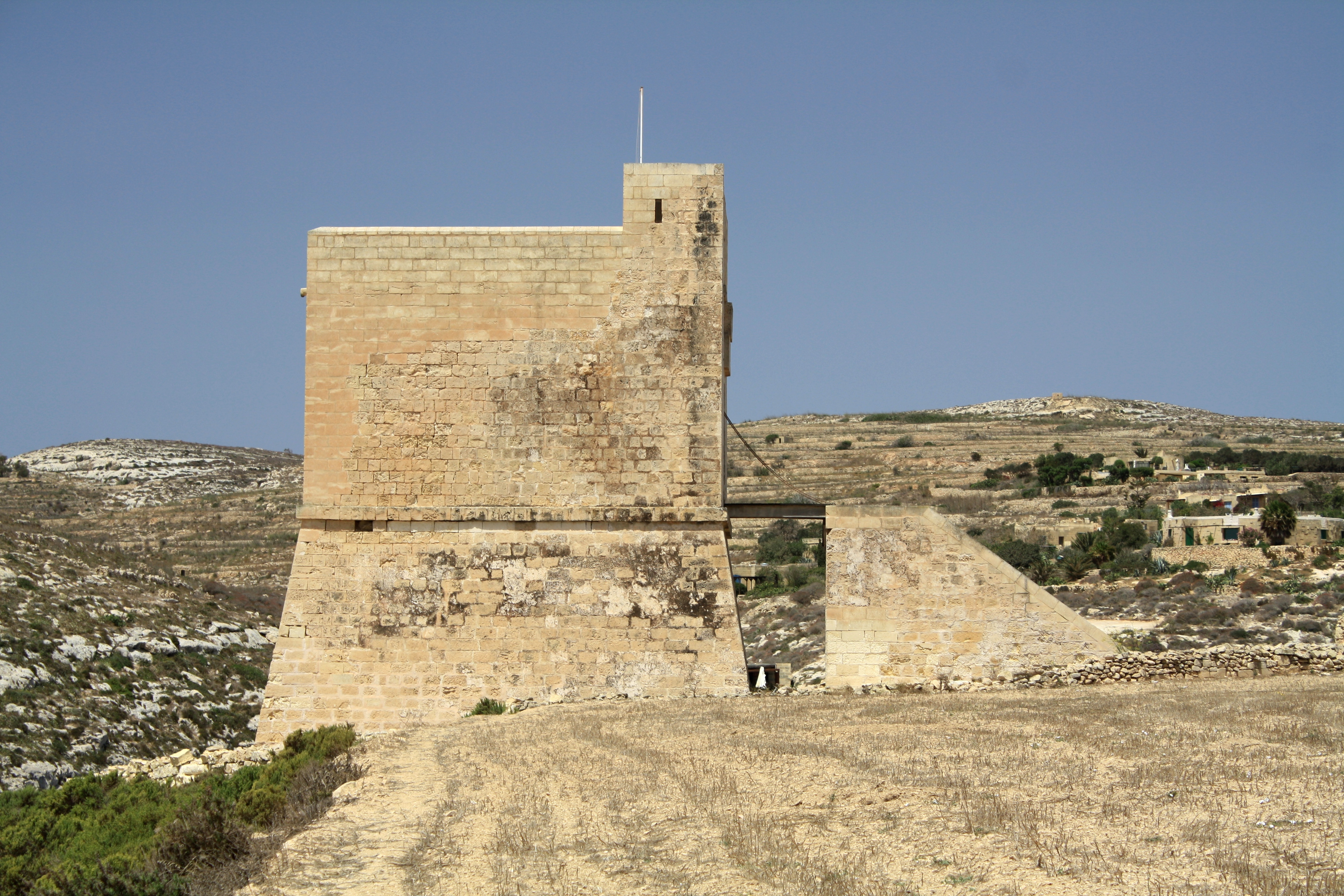
Der Mġarr ix-Xini Tower
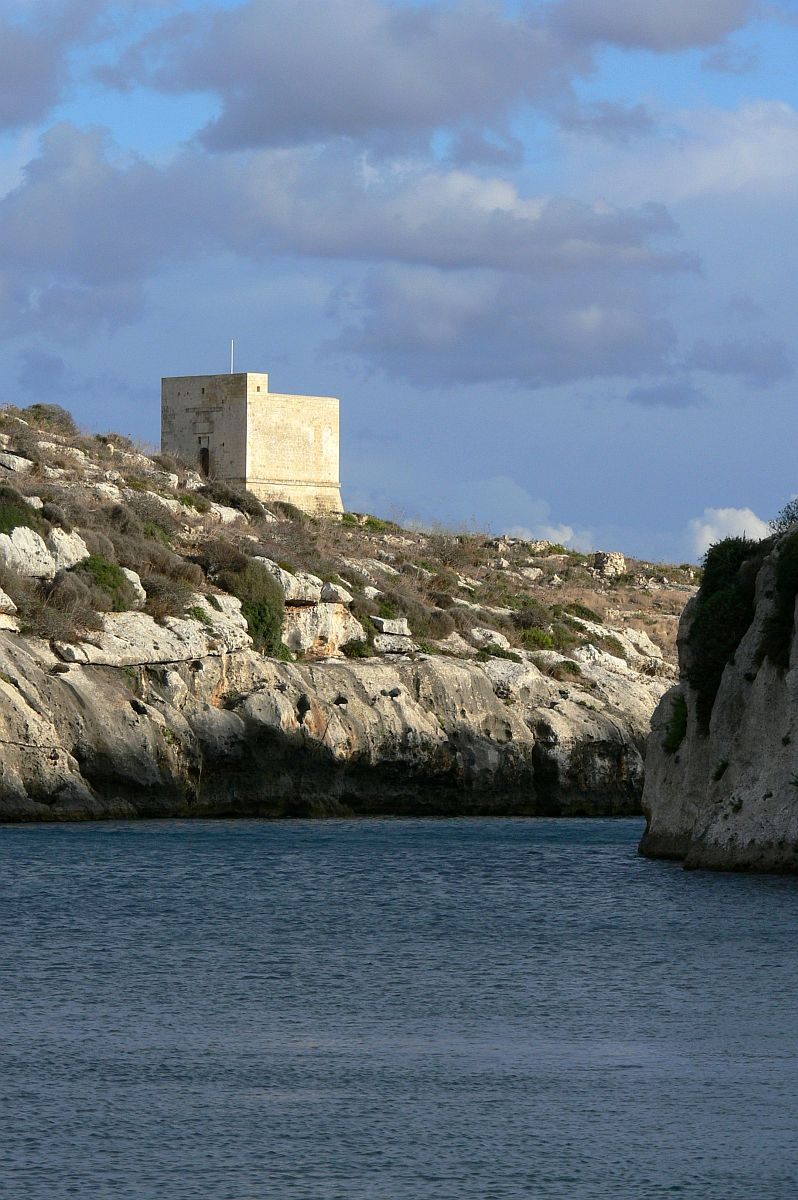
Blick aus der Schlucht zum Wehrturm